# Josef Dinkhauser
Josef Dinkhauser (* 1. April 1890 in Innsbruck; † 5. März 1951 ebenda) war ein österreichischer Buchbindermeister und Politiker (ÖVP). Dinkhauser war Landesobmann des Wirtschaftsbundes und von 1945 bis 1949 Abgeordneter zum österreichischen Nationalrat.
Dinkhauser besuchte die Volksschule und wechselte danach an die Bürgerschule. Er erlernte den Beruf des Buchbinders, besuchte die Gewerbeschule und war in der Folge als Buchbindermeister tätig. Josef Dinkhauser wurde der Berufstitel Kommerzialrat verliehen. Dinkhauser engagierte sich im Österreichischen Wirtschaftsbund, dem er als Landesobmann von Tirol vorstand. Zudem war Dinkhauser Vizepräsident der Handelskammer Tirol und Innungsmeister des Buchbinder-, Kartonagen- und Ledergalanterieverbandes Tirol. Zudem fungierte Dinkhauser in Tirol als Präsident des Landesverbandes des Roten Kreuzes. Dinkhauser wurde am 19. Dezember 1945 als Abgeordneter zum Nationalrat angelobt und vertrat die Österreichische Volkspartei bis zum 8. November 1949 in diesem Gremium. 